# Leandriella valvata
Leandriella valvata är en akantusväxtart som beskrevs av Raymond Benoist. Leandriella valvata ingår i släktet Leandriella och familjen akantusväxter. Inga underarter finns listade i Catalogue of Life.